# Kim Ha-neul
Kim Ha-neul (kor. 김하늘; ur. 21 lutego 1978) – południowokoreańska aktorka oraz modelka.

## Biografia
Kim Ha-neul rozpoczęła swoją karierę jako modelka dla marki odzieżowej Storm w 1996. Następnie zadebiutowała jako aktorka w filmie Bye June z 1998 u boku Yoo Ji-tae. W 1999 zagrała w dramacie medycznym Doctor K, za który otrzymała swoją pierwszą nominację do nagrody aktorskiej. W tym samym roku wystąpiła w serialach telewizyjnych Happy Together i Into the Sunlight, a także w teledysku do utworu To Heaven Jo Sung-mo. W 2000 ponownie zagrała z Yoo Ji-tae w romansie sci-fi Ditto, co przyniosło jej sławę w świecie aktorskim. 
Przełomową rolą Kim była rola w melodramacie romantycznym Piano, w którym zagrała delikatną młodą kobietę. Serial był drugą najlepiej sprzedającą się dramą 2001, osiągając najwyższą oglądalność na poziomie 40,2%. Następnie zagrała w przeboju z 2002 Romance u boku Kim Jae-won, który doprowadził ją do sławy i zdobycia nagrody Top Excellence Award. W 2003 zwiększyła swoją popularność dzięki kasowemu hitowi My Tutor Friend, w którym zagrała dziewczynę z college'u, której zadaniem jest pomóc uczniowi, będącemu w jej wieku, w ukończeniu szkoły średniej. W 2004 zagrała w filmie Too Beautiful to Lie, w którym wcieliła się w rolę byłej skazanej udającej narzeczoną mężczyzny, na którego wścibska, zżyta rodzina naciska, aby się ożenił. Ze względu na sukcesy jej filmów, Kim została nazwana przez koreańską prasę „królową komedii romantycznych”. 
W 2004 zagrała w filmach Ice Rain, Geunyeoreul midji maseyo, horrorze Dead Friend i 18-odcinkowym serialu Stained Glass. Następnie powróciła do dobrze sobie znanego gatunku romansów w komedii romantycznej z 2006 Cheongchun-manhwa, z gwiazdą My Tutor Friend, Kwonem Sang-woo. Zagrała również w serialu 90 Days, Time to Love. Następnie pojawiła się w 2008 w filmie 6 nyeonjjae yeon-aejung, o długoletniej parze borykającej się z problemami w związku i serialu On Air napisanym przez Kim Eun-sook, który pozwala widzom zajrzeć za kulisy telewizyjnej produkcji seriali. Kim gra czołową aktorkę z arogancką osobowością. Serial podniósł popularność Kim i przyniósł jej uznanie aktorskie na ceremonii Korea Drama Awards. W kolejnym roku Kim zagrała w szpiegowskiej komedii romantycznej Chilgeup gongmuwon. Film odniósł kasowy sukces i zebrał pozytywne recenzje za jakość i wykonanie. Zagrała również główną rolę w melodramacie Paradise. 
W 2010 zagrała studentkę medycyny rozdartą pomiędzy dwoma żołnierzami w serialu o wojnie koreańskiej Road No. 1. Pomimo dużego zainteresowania i budżetu w wysokości 13 milionów dolarów, serial miał niską oglądalność. W 2011 powróciła w thrillerze Blind, film opowiada o seryjnym mordercy, Kim wcieliła się w postać niedowidzącej byłej detektyw, która staje się świadkiem morderstwa. Za tę rolę otrzymała nagrodę dla najlepszej aktorki na Grand Bell Awards i Blue Dragon Film Awards. Następnie zagrała główną rolę wraz z Jang Keun-sukiem w filmie Neoneun pet, zaadaptowanym na podstawie japońskiej mangi josei Kimi wa Petto. 
W 2012 Kim powróciła na mały ekran jako nauczycielka etyki w szkole średniej, która zakochuje się w architekcie playboyu (w tej roli Jang Dong-gun) w przebojowym serialu A Gentleman's Dignity. Kim powróciła w 2015 i znalazła się w obsadzie swojego pierwszego chińskiego filmu, komedii romantycznej Making Family, u boku Aarifa Rahmana. W 2016 Kim wystąpiła w dofinansowanym społecznościowo filmie niezależnym Don't Forget Me, u boku Jung Woo-sunga. We wrześniu powróciła na mały ekran po czterech latach, grając w melodramacie romantycznym On the Way to the Airport. W 2017 wystąpiła w filmie Yeogyosa, grając nielubianą nauczycielkę w liceum dla chłopców, oraz w filmie fantazy Singwa hamgge: joewa beol. W 2019 Kim powróciła na mały ekran w melodramacie JTBC The Wind Blows. W 2020 Kim wystąpiła w serialu 18 Again, opartym na amerykańskim filmie 17 Again (Znów mam 17 lat) z 2009. W marcu 2021 Kim podpisała kontrakt z firmą IOK Company. W 2022 powróciła w 14-odcinkowym serialu Kill Heel.

## Filmografia

### Filmy
| Rok  | Tytuł                     | Rola           |
| ---- | ------------------------- | -------------- |
| 1998 | Bye June                  | Yoo Chae-young |
| 1999 | Doctor K                  | Oh Sae-yeon    |
| 2000 | Dong-gam                  | Yoon So-eun    |
| 2003 | Donggabnaegi Gwawoehagi   | Choi Su-wan    |
| 2004 | Bing-u                    | Kim Kyung-min  |
| 2004 | Geunyeoreul midji maseyo  | Joo Young-ju   |
| 2004 | Ryeong                    | Min Ji-won     |
| 2006 | Cheongchun-manhwa         | Jin Dal-rae    |
| 2008 | 6 nyeonjjae yeon-aejung   | Lee Da-jin     |
| 2009 | Chilgeup gongmuwon        | Ahn Soo-ji     |
| 2011 | Blind                     | Min Soo-ah     |
| 2011 | Neoneun pet               | Ji Eun-yi      |
| 2016 | Nareul it-ji mal-ayo      | Jin-young      |
| 2016 | Making Family             | Go Mi-yeon     |
| 2017 | Yeogyosa                  | Hyo-joo        |
| 2017 | Singwa hamgge: joewa beol | Songje         |

### Seriale
| Rok  | Tytuł                     | Rola         | Stacja         |
| ---- | ------------------------- | ------------ | -------------- |
| 1999 | Happy Together            | Jin Soo-ha   | SBS            |
| 1999 | Into the Sunlight         | Kang Soo-bin | MBC            |
| 2000 | Secret                    | Lee Hee-jung | MBC            |
| 2001 | Piano                     | Lee Soo-ah   | SBS            |
| 2002 | Romance                   | Kim Chae-won | MBC            |
| 2004 | Stained Glass             | Shin Ji-soo  | SBS            |
| 2006 | 90 Days, Time to Love     | Go Mi-yeon   | MBC            |
| 2008 | On Air                    | Oh Seung-ah  | SBS            |
| 2009 | Paradise (telecinema)     | Mi-kyung     | SBS / TV Asahi |
| 2010 | Road No. 1                | Kim Soo-yeon | MBC            |
| 2012 | A Gentleman's Dignity     | Seo Yi-soo   | SBS            |
| 2016 | On the Way to the Airport | Choi Soo-ah  | KBS2           |
| 2019 | The Wind Blows            | Lee Soo-jin  | JTBC           |
| 2020 | 18 Again                  | Jung Da-jung | JTBC           |
| 2022 | Kill Heel                 | Woo-hyun     | tvN            |

### Występy w teledyskach
| Rok  | Tytuł        | Artysta    |
| ---- | ------------ | ---------- |
| 1998 | To Heaven    | Jo Sung-mo |
| 2002 | Last Promise | Position   |
| 2009 | I Was Happy  | Jo Sung-mo |

## Dyskografia
| Rok  | Tytuł                              | Artysta                                     | Album             |
| ---- | ---------------------------------- | ------------------------------------------- | ----------------- |
| 2008 | Sky Love                           | Kim Ha-neul                                 | On Air OST        |
| 2011 | 밤하늘의 별을 3                    | Yang Jung-seung (Kiroy Y) feat. Kim Ha-neul | 밤하늘의 별을 3   |
| 2011 | Bbuing Bbuing - You're My Pet Song | Jang Keun-suk and Kim Ha-neul               | You're My Pet OST |
| 2011 | I Only Look at You                 | Jang Keun-suk and Kim Ha-neul               | You're My Pet OST |
| 2011 | Good                               | Kim Ha-neul                                 | You're My Pet OST |

## Nagrody i nominacje
| Rok  | Ceremonia                     | Kategoria                                                      | Nominowany                | Rezultat  | Przy.  |
| ---- | ----------------------------- | -------------------------------------------------------------- | ------------------------- | --------- | ------ |
| 1999 | Blue Dragon Film Awards       | Najlepsza aktorka drugoplanowa                                 | Doctor K                  | Nominacja |        |
| 2000 | Blue Dragon Film Awards       | Najlepsza pierwszoplanowa aktorka                              | Dong-gam                  | Nominacja |        |
| 2001 | Chunsa Film Art Awards        | Najlepsza nowa aktorka                                         | Dong-gam                  | Nominacja |        |
| 2001 | SBS Drama Awards              | Nagroda popularności                                           | Piano                     | Wygrana   |        |
| 2002 | MBC Drama Awards              | Nagroda za najwyższą doskonałość, Aktorka                      | Romance                   | Wygrana   |        |
| 2003 | Baeksang Arts Awards          | Najpopularniejsza aktorka (film)                               | Donggabnaegi Gwawoehagi   | Wygrana   |        |
| 2003 | Blue Dragon Film Awards       | Najlepsza pierwszoplanowa aktorka                              | Donggabnaegi Gwawoehagi   | Nominacja |        |
| 2004 | Blue Dragon Film Awards       | Najlepsza pierwszoplanowa aktorka                              | Geunyeoreul midji maseyo  | Nominacja |        |
| 2004 | Baeksang Arts Awards          | Najlepsza aktorka (film)                                       | Geunyeoreul midji maseyo  | Wygrana   |        |
| 2004 | Grand Bell Awards             | Najlepsza aktorka                                              | Geunyeoreul midji maseyo  | Nominacja |        |
| 2008 | Korea Fashion & Design Awards | Najlepiej ubrani                                               | –                         | Wygrana   |        |
| 2008 | Blue Dragon Film Awards       | Nagroda popularnej gwiazdy                                     | 6 nyeonjjae yeon-aejung   | Wygrana   | [ 46 ] |
| 2008 | Korea Drama Awards            | Nagroda za najwyższą doskonałość, Aktorka                      | On Air                    | Wygrana   |        |
| 2008 | SBS Drama Awards              | Nagroda za najwyższą doskonałość, Aktorka                      | On Air                    | Wygrana   |        |
| 2008 | SBS Drama Awards              | 10 najlepszych gwiazd                                          | On Air                    | Wygrana   |        |
| 2009 | Blue Dragon Film Awards       | Najlepsza pierwszoplanowa aktorka                              | Chilgeup gongmuwon        | Nominacja |        |
| 2009 | Max Movie Awards              | Najlepsza aktorka                                              | Chilgeup gongmuwon        | Nominacja |        |
| 2011 | Buil Film Awards              | Najlepsza aktorka                                              | Blind                     | Nominacja |        |
| 2011 | Grand Bell Awards             | Najlepsza aktorka                                              | Blind                     | Wygrana   |        |
| 2011 | Blue Dragon Film Awards       | Najlepsza pierwszoplanowa aktorka                              | Blind                     | Wygrana   |        |
| 2012 | K-Drama Star Awards           | Nagroda za najwyższą doskonałość, Aktorka                      | A Gentleman's Dignity     | Nominacja |        |
| 2012 | SBS Drama Awards              | Nagroda za najwyższą doskonałość, Aktorka w weekendowej dramie | A Gentleman's Dignity     | Wygrana   | [ 47 ] |
| 2012 | SBS Drama Awards              | 10 najlepszych gwiazd                                          | A Gentleman's Dignity     | Wygrana   | [ 47 ] |
| 2012 | SBS Drama Awards              | Nagroda popularności                                           | A Gentleman's Dignity     | Wygrana   | [ 47 ] |
| 2016 | KBS Drama Awards              | Nagroda za najwyższą doskonałość, Aktorka                      | On the Way to the Airport | Wygrana   | [ 48 ] |
| 2016 | KBS Drama Awards              | Nagroda za doskonałość, Aktorka w miniserialu                  | On the Way to the Airport | Nominacja | [ 48 ] |
| 2016 | KBS Drama Awards              | Nagroda dla najlepszej pary z Lee Sang-yoon                    | On the Way to the Airport | Wygrana   | [ 48 ] |
| 2017 | Baeksang Arts Awards          | Najlepsza aktorka (telewizyjna)                                | On the Way to the Airport | Nominacja |        |
| 2017 | Baeksang Arts Awards          | Nagroda InStyle Fashion                                        | –                         | Wygrana   |        |
| 2017 | Chunsa Film Art Awards        | Najlepsza aktorka                                              | Yeogyosa                  | Nominacja |        |
| 2017 | Buil Film Awards              | Najlepsza aktorka                                              | Yeogyosa                  | Nominacja |        |
| 2019 | Korea Drama Awards            | Nagroda za najwyższą doskonałość, Aktorka                      | The Wind Blows            | Nominacja |        |